# Valdenuño-Fernández
Valdenuño-Fernández är en ort i Spanien.   Den ligger i provinsen Provincia de Guadalajara och regionen Kastilien-La Mancha, i den centrala delen av landet, 50 km nordost om huvudstaden Madrid. Valdenuño-Fernández ligger 860 meter över havet och antalet invånare är 234.
Terrängen runt Valdenuño-Fernández är huvudsakligen platt, men västerut är den kuperad. Runt Valdenuño-Fernández är det glesbefolkat, med 10 invånare per kvadratkilometer. Närmaste större samhälle är Cabanillas del Campo, 18,7 km sydost om Valdenuño-Fernández. Trakten runt Valdenuño-Fernández består till största delen av jordbruksmark.